# Арутуа (коммуна)
Арутуа — коммуна на островах Туамоту во Французской Полинезии. В её состав входят три деревни на трёх атоллах, центр коммуны расположен на одноимённом атолле. Население — 1664 чел. (2017 год).

## Административное деление
Коммуна входит в состав региона Туамоту-Гамбье во Французской Полинезии. Сам муниципалитет включает в себя три населённых пункта: 
| Атолл          | Деревня  | Население, 2017 | площадь (км²) | лагуна (км²) | Координаты                 |
| -------------- | -------- | --------------- | ------------- | ------------ | -------------------------- |
| Арутуа         | Раутини  | 808             | 14            | 484          | 15°10′ ю. ш. 146°49′ з. д. |
| Апатаки        | Ниутаи   | 442             | 20            | 706          | 15°34′ ю. ш. 146°24′ з. д. |
| Каукура        | Раитаити | 414             | 11            | 434          | 15°42′ ю. ш. 146°50′ з. д. |
| Коммуна Арутуа | Раутини  | 1664            | 45            | 1624         |                            |